# Охіра (Міяґі)
38°28′3″ пн. ш. 140°52′49″ сх. д. / 38.46750° пн. ш. 140.88028° сх. д.
О́хіра (яп. 大衡村, おおひらむら, МФА: [oːçiɾa muɾa]) — село в Японії, в повіті Курокава префектури  Міяґі. Станом на 1 жовтня 2008 площа містечка становила 60,19 км². Станом на 1 січня 2009 населення містечка становило 5445 осіб. 